# Jyoti Gogte
Pour les articles homonymes, voir Gogte.
 (juillet 2021).
Le Dr Jyoti Jayant Gogte (né le 26 mars 1956) est un auteur indien, surtout connu pour son guide de référence académique 2014 Start Up & New Venture Management,. Elle est titulaire d'un doctorat en finance de l'université de Pune,,. Elle est une ancienne présidente de la Women's Cricket Association of India et de la Netball Federation of India. Elle a reçu le prix Udyog-Chakra de la Chambre de commerce, d'industrie et d'agriculture de Mahratta,,.

## Liste des œuvres
- (en) Jyoti Jayant Gogte, Startup and new venture management, 2014 (ISBN 978-93-83572-03-8, OCLC 1023538065, lire en ligne)